# Cuenca del Solimões

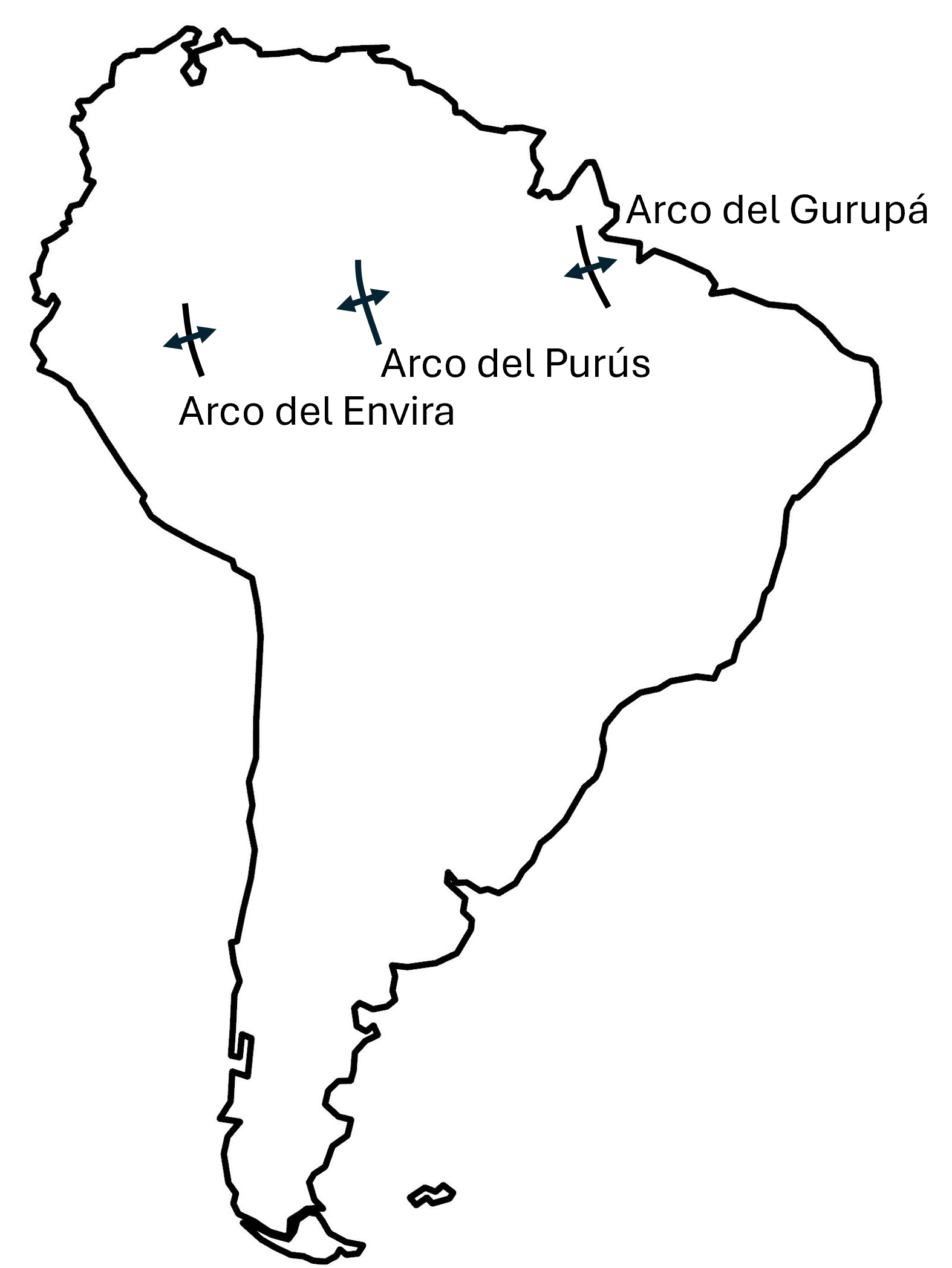
Como muestra el mapa la cuenca del Solimões se encuentra entre los arcos del Envira y del Purús.

La cuenca del Solimões es una cuenca sedimentaria en el noroeste de Brasil que toma nombre del río Solimões. La cuenca ocupa un área aproximada de 440.000 km2. Al norte la cuenca limita con el escudo guayanés y al sur con del escudo brasileño central, por tanto es una cuenca intracratónica. Los arcos de Iquitos y Envira constituyen el límite occidental de la cuenca y el arco del Purús es el límite oriental.
La cuenca tiene un relleno sedimentario que se divide en una parte de edad paleozoica y otra de edad meso-cenozoica. Se suele considerar que la cuenca consiste de dos sbucuencas; la subcuenca de Jandiatuba al oeste y la subcuenca del Yuruá al este. Entre ambas subcuencas se encuentra el alto de Carauri.